# 2001 في الجزائر
فيما يلي قوائم الأحداث التي وقعت خلال عام 2001 في الجزائر.

## الحكم
- رئيس الجمهورية الجزائرية: عبد العزيز بوتفليقة.
- رئيس الحكومة: علي بن فليس

## الأحداث
- تأسيس جامعة حسيبة بن بوعلي -الشلف
- أبريل – اندلاع أحداث القبائل أو «الربيع الأسود» كما يطلق عليه الناشطون الآمازيغ في مناطق القبائل طالبت بالاعتراف بالأمازيغية لغة وطنية إلى جانب العربية. وانسحاب حزب التجمع من أجل الثقافة والديمقراطية من الحكومة احتجاجا على طريقة معالجتها للتظاهرات.
- تأسيس تنسيقية العروش في أعقاب اضطرابات الربيع الأسود وهي تجمع يضم ممثلين عن القبائل الأمازيغية في منطقة القبائل شرق الجزائر العاصمة.
- 13 يوليو – اندلاع الهجمات ضد النساء في حاسي مسعود
- 16 يونيو – تصاعد المصادمات بين رجال الأمن والمتظاهرين الأمازيغ في منطقة بجاية التي تتواصل فيها الاضطرابات شبه اليومية منذ 18 أبريل/نيسان.
- 18 سبتمبر - تأسيس جامعة 20 أوت 1955-سكيكدة
- أكتوبر– موافقة الحكومة على إعطاء اللغة الأمازيغية وضعا قانونيا والاعتراف بها كلغة وطنية.
- إصدار المُلازم والكاتب الجزائري حبيب سوايدية كتاب «الحرب القذرة»، الذي يتّهم فيه الجيش بالوقوف وراء مجازر بحق المدنيين في ضواحي العاصمة، خاصة مجزرتي بن طلحة والرايس.

## رياضة
- 10 ديسمبر – انهزام مولودية وهران في نهائي بطولة الأندية العربية لأبطال الدوري 2001 أمام نادي السد بنتيجة 3-1